# Vermeidend-restriktive Ernährungsstörung
Die Vermeidend-restriktive Ernährungsstörung (auch: Vermeidend-restriktive Nahrungsaufnahmestörung, engl. Avoidant/restrictive food intake disorder, ARFID) ist gekennzeichnet durch die Vermeidung bestimmter Nahrungsmittel oder der Nahrungsaufnahme im Allgemeinen zu einem Grad, der für Betroffene negative gesundheitliche und/oder persönliche Konsequenzen hat. Dies kann sowohl Mangelerscheinungen infolge eines nicht gedeckten Nährstoff- und Energiebedarfs umfassen als auch Beeinträchtigungen im Berufs- und Privatleben, z. B. durch Nicht-Teilnahme an bestimmten sozialen Aktivitäten. 
Die Ursachen des Vermeidungsverhaltens liegen meist in sensorischen Charakteristika der verschmähten Nahrungsmittel (Geschmack, Geruch, Konsistenz, Aussehen etc.), der Angst vor negativen Folgen (z. B. Ersticken) oder einem generellen Desinteresse an Nahrung begründet. Niemals ist das Verhalten jedoch durch übermäßige Beschäftigung mit dem eigenen Körperbild motiviert, das heißt, ARFID und Magersucht können nicht gleichzeitig vorliegen. Allerdings kann in Einzelfällen aus ARFID eine Magersucht entstehen.  Besonders häufig ist ARFID bei Autismus zu beobachten.
ARFID als eigenständiges Krankheitsbild wurde erstmals 2013 im DSM-5 definiert und in der Folge auch in die ICD-11 aufgenommen, die 2022 in Kraft trat.

## Symptome
Von ARFID Betroffene vermeiden aktiv bestimmte Nahrungsmittel(-gruppen) oder die Nahrungsaufnahme allgemein. Das Verhalten geht dabei weit über die „normale“ Abneigung gegenüber einzelnen Lebensmitteln im Sinne individueller Präferenzen hinaus und zieht bedeutende negative Konsequenzen nach sich.
Bei zu einseitiger oder unzureichender Ernährung verursacht ARFID Mangelerscheinungen, da der Nährstoff- und Energiebedarf des Körpers nicht gedeckt werden kann. Betroffene leiden sehr häufig, aber nicht immer, an Untergewicht und daraus entstehenden Komplikationen. Je nach Art der verschmähten Lebensmittel ist aber auch durch ARFID verursachtes Übergewicht möglich. Viele Betroffene sind auf Nahrungsergänzungsmittel angewiesen, bei starkem Untergewicht kann Sondennahrung notwendig werden. Neben den gesundheitlichen Folgen kann die Ernährungsstörung auch persönliche, familiäre, soziale, schulische, berufliche und sonstige Lebensbereiche beeinträchtigen, wenn z. B. bestimmte Aktivitäten gemieden werden. So kann ARFID beispielsweise zu Vereinsamung und infolgedessen zu Depressionen führen.
In der ursprünglichen Fassung des DSM-5 von 2013 waren Folgen für die körperliche Gesundheit noch als notwendiges diagnostisches Kriterium eingestuft, was in der Fassung von 2022 (DSM-5 TR) revidiert wurde. Auch die ICD-11 benennt diesen Aspekt nur als hinreichendes Kriterium, das nicht zwingend für eine Diagnose vorliegen muss.
Als häufigste Ursache der Ernährungsstörung werden sensorische Charakteristika der betroffenen Nahrungsmittel benannt, z. B. deren Geschmack, Geruch, Konsistenz oder Aussehen. Weiterhin kann das Vermeidungsverhalten durch Angst motiviert sein, z. B. vor dem Ersticken, Erbrechen oder Bauchschmerzen, wobei der Störung in diesen Fällen häufig einschlägige negative Erfahrungen vorausgehen. Als dritte mögliche Ursache wird ein allgemeines Desinteresse an Nahrung genannt. Die verschiedenen Ursachen können kombiniert auftreten und schließen einander nicht gegenseitig aus.
Prinzipiell wird ARFID nicht durch eine übermäßige Beschäftigung mit dem eigenen Körperbild verursacht, wie z. B. bei Magersucht (Anorexia nervosa) oder Bulimie. Auch darf das Vermeidungsverhalten für die Diagnose ARFID nicht auf Nahrungsmittelallergien, andere organische oder psychische Erkrankungen, Nebenwirkungen von Medikamenten, die Einnahme anderer Substanzen, Entzugserscheinungen, religiöse Praktiken (z. B. Fasten) oder die mangelnde Verfügbarkeit von Nahrung zurückzuführen sein.

## Diagnose

### Nach ICD-11

#### Notwendige Kennzeichen
- Vermeidung oder Einschränkung der Nahrungsaufnahme, die zu einem oder beiden der folgenden Punkte führt:
  - Die Aufnahme einer unzureichenden Menge oder Vielfalt von Lebensmitteln zur Deckung eines angemessenen Energie- oder Nährstoffbedarfs, die zu einem erheblichen Gewichtsverlust, klinisch bedeutsamen Nährstoffmangel, zur Abhängigkeit von oralen Nahrungsergänzungsmitteln oder Sondennahrung geführt oder sich anderweitig negativ auf die körperliche Gesundheit der Person ausgewirkt hat.
  - Erhebliche Beeinträchtigung in persönlichen, familiären, sozialen, schulischen, beruflichen oder anderen wichtigen Funktionsbereichen (z. B. durch Vermeidung oder Stress im Zusammenhang mit der Teilnahme an sozialen Aktivitäten, die mit Essen zu tun haben).
- Das Essverhalten ist nicht durch die Sorge um das Körpergewicht oder die Körperform motiviert.
- Die eingeschränkte Nahrungsaufnahme und der daraus resultierende Gewichtsverlust (oder das Ausbleiben einer Gewichtszunahme) oder andere Auswirkungen auf die körperliche Gesundheit oder damit verbundene funktionelle Beeinträchtigungen sind nicht auf die Nichtverfügbarkeit von Nahrungsmitteln zurückzuführen, sind nicht Ausdruck eines anderen medizinischen Zustands (z. B. Nahrungsmittelallergien, Schilddrüsenüberfunktion) oder einer psychischen Störung und sind nicht auf die Wirkung einer Substanz oder eines Medikaments, einschließlich Entzugserscheinungen, zurückzuführen.

#### Zusätzliche klinische Kennzeichen
- Für die Einschränkung der Nahrungsaufnahme kann eine Vielzahl von Gründen angeführt werden, z. B. mangelndes Interesse am Essen, die Vermeidung von Lebensmitteln mit bestimmten sensorischen Merkmalen (z. B. Geruch, Geschmack, Aussehen, Beschaffenheit, Farbe, Temperatur) oder die Besorgnis über wahrgenommene aversive Folgen des Essens (z. B. Verschlucken, Erbrechen, gesundheitliche Probleme), die in einigen Fällen mit einer früheren aversiven Erfahrung im Zusammenhang mit Lebensmitteln zusammenhängen, wie z. B. Verschlucken oder Erbrechen nach dem Verzehr einer bestimmten Art von Lebensmitteln. In vielen Fällen gibt es jedoch kein identifizierbares Ereignis, das dem Auftreten der Störung vorausging.
- Einige Personen mit einer vermeidend-restriktiven Ernährungsstörung zeigen ein lang anhaltendes Desinteresse an Nahrungsmitteln oder am Essen, einen chronisch geringen Appetit oder eine schlechte Fähigkeit, Hunger zu erkennen. In anderen Fällen kann die Einschränkung der Nahrungsaufnahme variabler sein und erheblich von emotionalen oder psychologischen Faktoren beeinflusst werden. Das letztgenannte Muster kann mit einem hohen Maß an Ablenkbarkeit oder mit einem hohen Maß an emotionaler Erregung und extremem Widerstand in Situationen, in denen Essen erwartet wird, verbunden sein. Personen mit diesem Verhaltensmuster, vor allem Kinder, benötigen oft erhebliche Aufforderungen und Ermutigungen, um zu essen.

#### Abgrenzung zur Normalität
- Bei Personen mit ungewöhnlichen Essverhaltensmustern oder außergewöhnlich „wählerischen Essern“ sollte die Diagnose „Vermeidend-restriktive Ernährungsstörung“ nicht gestellt werden, wenn kein signifikanter Gewichtsverlust oder andere gesundheitliche Folgen (z. B. klinisch bedeutsame Nährstoffdefizite, erhöhte Blutfettwerte aufgrund des selektiven Verzehrs fetthaltiger Nahrungsmittel) oder eine Beeinträchtigung der psychosozialen Funktionsfähigkeit (z. B. eingeschränkte Teilnahme an sozialen Aktivitäten, bei denen die bevorzugten Nahrungsmittel nicht verfügbar sind) vorliegen. Die Beunruhigung der Eltern oder anderer Bezugspersonen im Zusammenhang mit selektivem Essen ohne erkennbare gesundheitliche Folgen oder Beeinträchtigung der Funktionsfähigkeit des Betroffenen ist keine Grundlage für die Zuweisung der Diagnose.
- Die Vermeidung bestimmter Nahrungsmittel oder die Einschränkung der Nahrungsaufnahme aufgrund religiöser oder anderer kulturell bedingter Praktiken erfüllt nicht die diagnostischen Anforderungen einer vermeidend-restriktiven Ernährungsstörung, es sei denn, das Muster der eingeschränkten Nahrungsaufnahme hat sich negativ auf die körperliche Gesundheit der Person ausgewirkt oder zu einer erheblichen Beeinträchtigung in persönlichen, familiären, sozialen, schulischen, beruflichen oder anderen wichtigen Funktionsbereichen geführt.

### Nach DSM-5-TR
- A) Eine Ernährungs- oder Fütterstörung (z. B. anscheinend mangelndes Interesse am Essen oder an Nahrungsmitteln; Vermeidung von Nahrungsmitteln aufgrund ihrer sensorischen Eigenschaften; Besorgnis über aversive Folgen des Essens), die mit einem (oder mehreren) der folgenden Punkte einhergeht:
  1. Bedeutsamer Gewichtsverlust (oder Unvermögen, die erwartete Gewichtszunahme zu erreichen oder vermindertes Wachstum bei Kindern).
  2. Bedeutsame ernährungsbedingte Mangelerscheinungen.
  3. Abhängigkeit von enteraler Ernährung oder oraler Nahrungsergänzung.
  4. Deutliche Beeinträchtigung des psychosozialen Funktionsniveaus.
- B) Das Störungsbild kann nicht besser durch einen Mangel an verfügbaren Lebensmitteln oder ein kulturell akzeptiertes Verhalten erklärt werden.
- C) Die Essstörung tritt nicht ausschließlich im Verlauf einer Anorexia Nervosa oder Bulimia Nervosa auf, und es gibt keine Hinweise auf eine Störung in der Wahrnehmung der eigenen Figur oder des Körpergewichts.
- D) Die Essstörung ist nicht Folge einer gleichzeitig bestehenden körperlichen Erkrankung und kann nicht besser durch eine andere psychische Störung erklärt werden. Wenn die Essstörung im Kontext einer anderen Erkrankung oder Störung auftritt, übersteigt der Schweregrad der Essstörung denjenigen, der routinemäßig mit der Erkrankung oder Störung assoziiert ist, und verlangt zusätzliche klinische Aufmerksamkeit.

## Verbreitung
Bislang liegen keine Erkenntnisse über die Verbreitung von ARFID in der Bevölkerung vor. Insgesamt sind Kinder und Jugendliche jedoch häufiger betroffen als Erwachsene und im Schnitt jünger als Patienten mit Anorexia nervosa oder Bulimie. Besonders häufig ist die Störung im Zusammenhang mit Autismus zu beobachten, auch hier liegen jedoch noch keine Statistiken vor.

## Differentialdiagnosen
Da sich ARFID häufig durch Untergewicht und dessen Folgen (trockene Haut, Lanugohaar, Wachstumsstörungen, Entwicklungsverzögerungen etc.) äußert, ist eine zentrale Differentialdiagnose Anorexia nervosa. Die Unterscheidung findet durch die Motivation hinter dem Essverhalten statt. Patienten mit Magersucht leiden an einer gestörten Selbstwahrnehmung, solche mit ARFID nicht. Da ARFID eine noch vergleichsweise neue Diagnose darstellt, wird es mitunter als Magersucht fehldiagnostiziert.
Weiterhin kommen gastrointestinale Erkrankungen als Differentialdiagnosen in Betracht, da gastrointestinale Symptome einer Mangelernährung zunächst unspezifisch sein können. Hier besteht die Gefahr, dass das Essverhalten als eine Folge missinterpretiert und nicht als Ursache erkannt wird.